# Jüdischer Friedhof (Nieder-Olm)

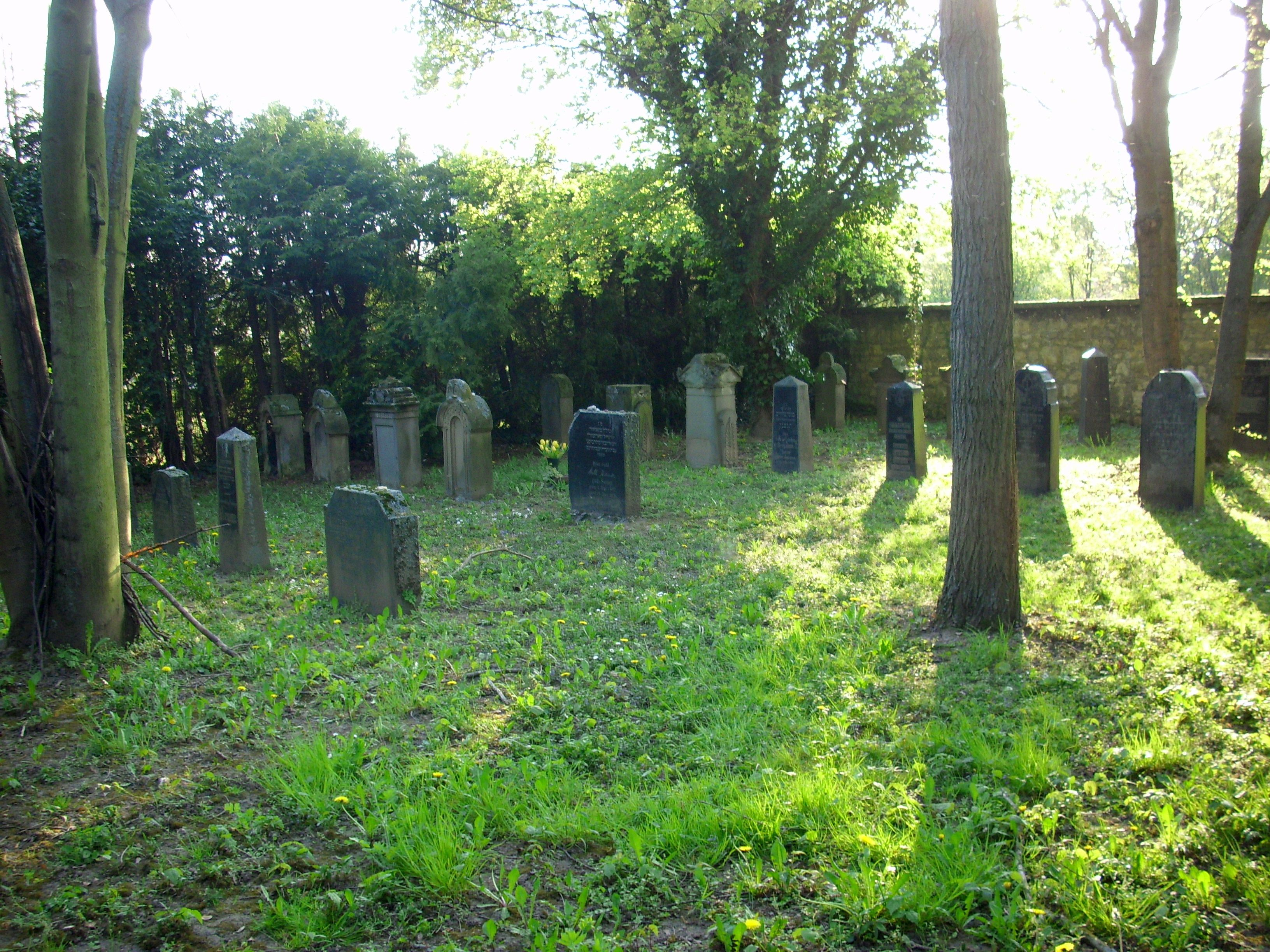
Jüdischer Friedhof in Nieder-Olm

Der Jüdische Friedhof in Nieder-Olm, einer Stadt im Landkreis Mainz-Bingen in Rheinland-Pfalz, wurde zwischen 1855 und 1878 angelegt. Der jüdische Friedhof befindet sich am Rande des kommunalen Friedhofs.
Auf dem Friedhof sind noch 27 Grabsteine von 1879 bis 1934 erhalten.